# Гарри Озборн (серия фильмов Сэма Рэйми)
Га́рольд Теополис «Гарри» О́зборн (англ. Harold Theopolis "Harry" Osborn) — один из главных героев трилогии фильмов о Человеке-пауке режиссёра Сэма Рэйми и производства Sony Pictures. Является адаптированной Сэмом Рэйми и Дэвидом Кеппом версией персонажа Marvel Comics Гарри Озборна, созданного Стэном Ли и Стивом Дитко в 1965 году. Впервые появляется в фильме «Человек-паук» 2002 года. Во всех трёх фильмах серии роль персонажа исполнил американский актёр Джеймс Франко. В других медиа-произведениях, посвящённых серии фильмов Рэйми, героя озвучивали актёры Иан Зиринг и Джош Китон. В русском дубляже фильмов озвучен актёром Владимиром Маслаковым.
Гарри Озборн предстаёт в фильмах как лучший друг Питера Паркера, который, в свою очередь, в тайне ото всех является супергероем Человеком-пауком. Отец Гарри, владелец научной корпорации «Озкорп» Норман Озборн, в ходе эксперимента по созданию сыворотки суперсолдата сходит с ума и становится суперзлодеем Зелёным гоблином. В ходе схватки между Человеком-пауком и Зелёным гоблином последний по трагичной случайности погибает от собственного же оружия. Узнав о том, что в смерти отца замешан Человек-паук, Гарри идёт по стопам Нормана и становится Новым гоблином, цель которого — любой ценой отомстить герою.
Персонаж получил смешанные, в основном нейтральные отзывы от профильных критиков и журналистов. В то время как одни кинообозреватели отмечали актёрское мастерство Джеймса Франко в отдельно взятых сценах трилогии, другие сетовали на то, что у Франко не получилось должным образом отыграть роль злодея в третьей части трилогии. Так или иначе, журналисты сошлись во мнении, что роль Гарри Озборна открыла для Джеймса Франко дверь в большое кино и стала для него началом его полноценной кинокарьеры.

## Создание персонажа

### Кастинг и исполнение
Образ Гарри Озборна был основан на одноимённом персонаже комиксов, созданном сценаристом Стэном Ли и художником Стивом Дитко — авторами Человека-паука и первых комиксов о нём. Первое появление Гарри состоялось в серии комиксов The Amazing Spider-Man — первом полноценном комикс-сериале о Человеке-пауке после его дебюта в 15 выпуске Amazing Fantasy (август 1962). Дебют Гарри Озборна произошёл в 31-м номере The Amazing Spider-Man, вышедшем в декабре 1965 года — спустя почти три года после выхода первого выпуска The Amazing Spider-Man (март 1963). Гарри предстаёт сыном Нормана Озборна — промышленника и главы корпорации «Озкорп», тайно являющимся суперзлодеем Зелёным гоблином, чьё первое появление состоялось в 14 выпуске. Гарри познакомился с Питером в университете Эмпайр-стейт. Изначально они не ладили, борясь с друг другом за внимание девушек вроде Мэри Джейн Уотсон и Гвен Стейси, однако позже стали лучшими друзьями. Вследствие того, что он часто подвергался давлению со стороны своего отца, Гарри стал принимать наркотики. В The Amazing Spider-Man #122 (июль 1973) Норман Озборн погибает, и Гарри перенимает альтер эго Зелёного гоблина на себя. Всё это привело к постепенному безумию человека, некогда бывшего Питеру Паркеру лучшим другом. Начиная видеть видения с умершим отцом, настраивающим Гарри на месть Человеку-пауку за свою смерть, Гарри находит и использует модифицированную формулу Зелёного гоблина, побочные эффекты которой в конечном итоге приводят его к гибели в 200-м выпуске комикса The Spectacular Spider-Man (май 1993).
Разработка фильма началась в январе 2000 года, когда студия Sony Pictures, предварительно выкупившая права на все предыдущие сценарии к «Человеку-пауку», наняла в качестве режиссёра будущей картины Сэма Рэйми, известного по серии фильмов «Зловещие мертвецы». Сценаристом выступил Дэвид Кепп. По его признаниям, при работе над сюжетом Кепп изначально задумывал «Человека-паука» как историю, сфокусированную на Гарри Озборне и Гвен Стейси, также имея планы на ещё два фильма; во втором планировалась показать смерть Гвен. В конечном итоге эта версия сценария была забракована Рэйми, после чего Кепп написал сценарий, близкий к финальному. Позже работа Кеппа подверглась минимальной редактуре со стороны Скотта Розенберга и Элвина Сарджента. Поначалу Джеймс Франко пробовался на главную роль в фильме — роль Питера Паркера. На тот момент Франко был малоизвестным начинающим актёром, снимающимся преимущественно в телевизионных проектах. Он проиграл борьбу за главную роль более опытному Тоби Магуайру, чья игра в картине «Правила виноделов» в своё время очень понравилась Рэйми. Тем не менее, Рэйми под влиянием своей жены, которой понравилась игра Франко (несколько лет спустя Рэйми отмечал, что Франко «мастер очаровывать девушек»), решил не отказываться от услуг актёра, и вместо роли Питера Паркера предложил Джеймсу сыграть лучшего друга Человека-паука, Гарри Озборна. По признанию Сэма Рэйми, когда он впервые встретился с Джеймсом Франко, он произвёл на него впечатление довольно эгоистичного актёра. Также у Франко были разногласия с Магуайром из-за сделанным ему Джеймсом замечанием. Сам Джеймс заявлял, что работа над сиквелами ему понравилась значительно больше, нежели над первым фильмом трилогии.
Джеймс Франко вернулся к роли Гарри Озборна в сиквеле Человека-паука, главным злодеем которого, на этот раз, стал доктор Отто Октавиус, один из злейших врагов Человека-паука в комиксах.
Изначально в третьем Человеке-пауке Рэйми планировал включить лишь двух антагонистов: Песочного человека, как основного, и Гарри Озборна в личине Нового гоблина как второстепенного. Продюсеры же настаивали на большем количестве злодеев: одно время предполагалось, что в триквеле могло появится до четырёх врагов Паука, одним из которых мог стать Мистерио в исполнении Брюса Кэмпбелла. По итогу, однако, было решено остановится на трёх злодеях: уже имеющихся Песочном человеке и Гарри Озборне, а также добавленном под уговорами продюсеров Веноме. В отличие от комиксов, где Гарри став новым Зелёным гоблином сохранил костюм отца, для триквела было разработано новое оригинальное снаряжение для героя: вместо большого шлема — маска-балаклава и защитные очки, а новый глайдер, носящий в рекламных материалах название Sky Stick (рус. Небесный проводник), своим видом напоминает доску для сноуборда. Несмотря на то что в титрах и рекламных материалах новый образ Гарри носил имя «Новый гоблин», во время съёмок члены команды называли его Хобгоблином.

### Характеристика и анализ
Рэйми изначально задумывал что третий фильм станет для Гарри последним и что его история будет завершена. При этом образ персонажа в триквеле создавался под впечатлением как от комиксных Зелёного гоблина, так и от Хобгоблина, иной версии суперзлодея. Рэйми утверждал, что в третьем фильме собирался разрешить взаимоотношения Гарри и Питера, между которыми в течение трилогии накалилась вражда. Мотивация действий Гарри не была злой сама по себе: режиссёр описывал персонажа как хорошего человека, который действовал «сгоряча» из-за одной только уверенности в том, что Питер был виновником смерти его отца. Также в душе Гарри продолжал верить в то что его отец был достойным человеком, и что он сможет доказать что он «сын своего отца» если будет действовать более решительно и отомстит за его смерть.

## Появления

### «Человек-паук»
Гарри Озборн — богатый красавец и школьный плейбой, а также лучший и единственный друг Питера Паркера — скромного школьника-ботаника, которого не уважают одноклассники, обзывают и всячески издеваются над ним. В начале фильма выясняется, что Гарри был отчислен из множества частных школ, что вынудило его зачислить в среднюю школу Мидтауна. Увидев Паркера, Гарри знакомит его со своим отцом, Норманом Озборном, которому Питер сразу же нравится. Норман, финансирующий разработки в военной сфере и рискующий провалить заказ из-за сомнительных побочных эффектов его разработок, решает провести эксперимент на себе, доказав тем самым перспективность своих идей. В результате эксперимента он становится сильнее, но повреждается рассудком и получает раздвоение личности, вследствие чего он превращается в хитрого и жестокого злодея Зелёного гоблина, способного на всё ради своей цели.
Во время школьной экскурсии по генетической лаборатории Колумбийского университета Гарри начинает отношения с Мэри Джейн, сначала не говоря об этом Питеру, который скрывает своё разочарование. Позже Гарри и Эм-Джей посещают парад на Таймс-сквер, где подвергаются нападению Зелёного гоблина, который убивает членов правления «Озкорпа». Гарри пытается спасти Эм-Джей, когда та едва не падает с балкона в результате учинённого Зелёным гоблином взрыва, но вместо этого её успевает спасти Человек-паук.
В День благодарения Гарри пытается представить свою девушку отцу во время ужина с Питером и его тётей Мэй, но Норман, который узнаёт истинную личность Человека-паука (замечая у Питера такую же рану на руке, как ту, что он нанёс в недавнем поединке Человеку-пауку), внезапно начинает в спешке уходить. Гарри умоляет его остаться на ужин с ним и Мэри Джейн, но Норман нехарактерно оскорбляет девушку, приказывая своему сыну бросить её, а затем уходит. Эм-Джей подслушивает их разговор и оскорбляет Нормана, на что Гарри возмущается и защищает его.
Позже Гарри идёт навестить тётю Мэй в больницу, где замечает, что Питер и Мэри Джейн начинают сближаться друг с другом. Обиженный Гарри говорит своему отцу, что Питер с ранних лет влюблён в Мэри Джейн, неосознанно раскрывая самую большую слабость Человека-паука. Зелёный гоблин похищает её и предоставляет Человеку-пауку выбор: спасти её или детей на канатной дороге. Ценой невероятных усилий Человек-паук спасает и детей, и Мэри Джейн. Человек-паук побеждает злодея, и Норман снимает шлем Гоблина, чтобы показать себя Питеру, и просит защиты от Зелёного гоблина. Однако в этот момент Норман тайно направляет глайдер, чтобы пронзить Человека-паука сзади. Паучье чутьё предупреждает героя, и в последний момент Паркер уворачивается от лезвий, и глайдер пронзает Зелёного гоблина, убивая его. Перед своей смертью, Озборн, придя в рассудок, просит Питера не говорить его сыну правду о Гоблине. Человек-паук приносит бездыханное тело Нормана в дом Озборнов, где Гарри видит его и ошибочно предполагает, что Человек-паук убил его отца. Обезумевший Гарри пытается застрелить героя, но тот исчезает.
На похоронах Нормана Озборна Гарри рассказывает Питеру о намерениях отомстить Человеку-пауку за смерть отца.

### «Человек-паук 2»
После смерти своего отца Гарри Озборн берёт на себя роль руководителя «Oscorp». На вечеринке по случаю дня рождения Питера Гарри зовёт его на встречу со своим кумиром, гениальным учёным-физиком доктором Отто Октавиусом, и они оба обсуждают эксперимент доктора. На следующий день Питер приходит на демонстрацию эксперимента, спонсируемого компанией «Oscorp». Гарри предоставляет Октавиусу тритий, который нужен Октавиусу для эксперимента по ядерному синтезу. Перед экспериментом Октавиус надевает и закрепляет у себя на спине разработанные им четыре роботизированных манипулятора, оснащённых искусственным интеллектом, однако у Октавиуса на шее находится чип-ингибитор, подавляющий воздействие искусственного интеллекта манипуляторов. После начала эксперимента ситуация выходит из под контроля, и, несмотря на предупреждения Гарри, Отто отказывается выключить машину. Это приводит к гибели жены Октавиуса, а сам Отто получает мощный удар током, в результате чего его чип-ингибитор уничтожается. При этом Питеру, переодевшегося в Человека-паука, удаётся остановить эксперимент. Октавиуса отправляют в больницу, где врачи пытаются отпилить манипуляторы, однако они убивают всех врачей. Очнувшись, Октавиус отправляется на заброшенный док и под действием манипуляторов решает возобновить свой эксперимент. Эмоционально уничтоженный неудачей, Гарри направляет свой гнев на Человека-паука. Во время вечеринки он начинает ругаться на Питера, обижаясь на него за то, что тот защищает Человека-паука ради выгоды за газетные фотографии супергероя, и в том, что он «украл» у него Мэри Джейн.
Вскоре Октавиус навещает Гарри, чтобы заключить сделку — в обмен на Человека-паука, которому Озборн мечтает отомстить за гибель отца, он даст ему много трития для эксперимента. Когда Отто спрашивает, как он может найти его, Гарри объясняет, что искать его нужно через Питера Паркера, который фотографирует героя. После похищения Мэри Джейн Октавиус доставляет Человека-паука Гарри и уходит с тритием. Вооружившись ножом, Гарри приступает к разоблачению героя. Сорвав с Человека-паука маску и увидев, что под ней скрывается его лучший друг, Гарри едва не теряет рассудок. Он отпускает Паркера и рассказывает о повторном эксперименте Осьминога.
Гарри, находясь в депрессии, видит в зеркале дух отца, который просит его отомстить Паркеру за его гибель. Озборн-младший не хочет причинять вред своему другу и в порыве ярости разбивает зеркало, обнаруживая за ним секретную лабораторию Нормана. Узнав правду о Зелёном гоблине, Гарри начинает готовиться к мести Человеку-пауку.

### «Человек-паук 3: Враг в отражении»
Прошло пять лет, однако Гарри по-прежнему считает, что именно Человек-паук несёт ответственность за преждевременную кончину его отца. Гарри намеревается отомстить ему в образе Нового гоблина. Создав костюм и глайдер, он решает напасть на Питера. В результате их стычки на улицах Нью-Йорка Гарри бьётся головой и частично теряет память. Он помнит лишь то, что его отец мёртв. В то же самое время из Нью-Йоркской тюрьмы сбегает преступник Флинт Марко, который волею случая оказывается на испытательном полигоне института физики как раз в момент запуска экспериментального устройства, которое изменяет его ДНК, превращая в суперзлодея Песочного Человека. Тем временем к Озборну-младшему возвращается память. Он шантажирует Мэри Джейн, и та в ответ на предложение Питера выйти за него замуж говорит, что у неё есть другой. Гарри сообщает Питеру, что другой — это он.
Когда Питер лёг спать, таинственная чёрная слизь (как выяснилось впоследствии, этой слизью оказался инопланетный паразит-симбиот: он усиливает возможности носителя, но при этом делает его агрессивным), которая прицепилась к мопеду Питера во время одной из поездок, окутала его. Очнулся он на стене здания и увидел, что облачён в чёрный костюм. Он почувствовал в себе великую силу и сильное желание отомстить всем своим обидчикам. Питер наведывается к Озборну и жестоко калечит его. Осознав, что он натворил, Человек-паук наведывается в церковь, чтобы искупить грехи. Звон колокола раздражает симбиота, пробудившего в Паркере тёмную сторону его личности, и Питер освобождается от его влияния. Симбиот соединяется с Эдди Броком, который волею случая оказался в той же церкви, дабы попросить у Господа смерти Питера. Эдди становится Веномом. Он заключает союз с Песочным Человеком, похищает Мэри Джейн и держит её в плену в паутине на строительной площадке, чтобы использовать её как приманку для Человека-паука, в то время как Марко сдерживает полицию.
Человек-паук понимает, что не справится с Песочным Человеком и Веномом в одиночку, и просит Гарри о помощи. Но тот, демонстрируя последствия их последней стычки (шрамы на лице), прогоняет его. И тут выясняется, что дворецкий Бернард всё это время знал, что Норман Озборн случайно убил себя сам собственным глайдером. В итоге после некоторых колебаний Гарри приходит на помощь другу, когда тот был уже на грани гибели. Вместе они побеждают Песочного Человека и спасают Мэри Джейн от гибели, а затем Человек-паук побеждает Венома, используя титановые трубы, а затем взорвав его бомбой Гарри. Но при этом Веном убивает Озборна, который ценой своей жизни спас жизнь Питеру. В конце фильма проходят похороны Гарри.

### «Человек-паук: Нет пути домой»
Гарри не появляется в фильме, однако несколько раз упоминается Питером Паркером из вселенной Рэйми в паре сцен: так, в диалоге между Питером в исполнении Тоби Магуайра и Питером в исполнении Эндрю Гарфилда первый признаётся, что после гибели Гарри его взаимоотношения с Мэри Джейн осложнились, но в конечном итоге паре удалось всё уладить. Чуть позже, к Питеру Магуайра подходит Нед Лидс, лучший друг Питера Паркера из местной вселенной. Тот спрашивает Паука, есть ли у него в его вселенной схожий с ним друг, на что Питер, не называя имени, упоминает Гарри: то, как Озборн, будучи его лучшим другом, пытался убить Питера, и как его действия привели к его гибели. Он завершает разговор словами о том, что ему тяжело вспоминать эти события.

### В других медиа
Помимо фильмов, данный образ Гарри Озборна использовался и в других медиа-произведениях о Человеке-пауке, посвящённых трилогии Сэма Рэйми. Так, Гарри является одним из основных персонажей CGI-мультсериала 2003 года «Человек-паук» (в оригинале — англ. Spider-Man: The New Animated Series), события которого являются альтернативным продолжением первого фильма в трилогии Сэма Рэйми. Согласно сюжету мультсериала, Гарри обучается в университете Эмпайр-стейт вместе со своими друзьями Питером Паркером и Мэри Джейн Уотсон, попутно пытаясь отомстить Человеку-пауку, которого считает виновным в смерти своего отца, Нормана Озборна. В отличие от событий продолжения оригинального фильма, Гарри в какой-то момент прощает Человека-паука, даже помогая тому победить в схватке с Электро. На момент создания The New Animated Series ещё не было достоверно известно, будет ли сниматься продолжение оригинального фильма, и поэтому мультсериал должен был канонично продолжать события «Человека-паука». Вскоре после запуска в производство «Человека-паука 2» мультсериал был отменён. Персонаж был озвучен актёром Ианом Зирингом.
Также Гарри появлялся во всех трёх играх, посвящённых экранизациям Сэма Рэйми: Spider-Man, Spider-Man 2 и Spider-Man 3. В первых двух играх голосом Гарри стал американский актёр озвучивания и музыкант Джош Китон, в третьей же игре роль персонажа вновь досталась актёру Джеймсу Франко. Гарри является открываемым играбельным персонажем в первой и третьей игре, во второй он выполняет роль неиграбельного персонажа. Так как выход Spider-Man состоялся ещё до запуска в производство второй части кинофраншизы, в игре наличествует дополнительная сюжетная линия, действия которой разворачиваются после конца первого фильма. Согласно ей, после смерти отца Гарри находит броню и экипировку Зелёного гоблина и решает стать новым носителем костюма, чтобы с помощью технологий «Озкорпа» выяснить куда пропал его отец. Во время своих похождений Гарри сталкивается с другим Зелёным гоблином, личность которого так и остаётся неизвестной. Сам незнакомец утверждает, что был нанят самим Норманом Озборном. В Spider-Man 3 Гарри изначально не был полноценным играбельным персонажем, и управлять им игрок мог только в последней миссии в версии игры для платформ Microsoft Windows, PlayStation 3 и Xbox 360. Позже, однако, был выпущен загружаемый контент для PS3 и X360 вариаций игры, в которой Гарри в личине Нового гоблина становится играбельным персонажем. На Microsoft Windows поиграть за персонажа можно только с использованием сторонних модификаций.
Помимо этого, Новый гоблин — альтер эго Гарри Озборна из фильма «Человек-паук 3: Враг в отражении» — является одним из открываемых игровых персонажей в компьютерной игре в жанре beat ’em up Spider-Man: Friend or Foe, разработанной канадской игровой студией Next Level Games. Игра использует как героев из комиксов, так и персонажей, взятых из серии фильмов о Человеке-пауке, а также имеет более упрощённую, мультяшную стилистику и рассчитана для детской аудитории. Согласно сюжету Friend or Foe, некто использует осколки метеорита, из которого появился инопланетный симбиот Веном, чтобы захватить под свой контроль злодеев, вроде Зелёного гоблина или Доктора Осьминога, и используя их суперсилы поработить мир. В борьбе с угрозой Человека-паука направляет Ник Фьюри, а активную помощь в боях оказывают как сам Новый гоблин / Гарри Озборн, в игре принимающий сторону героя, так и освобождённые из под контроля противники Питера Паркера и герои взятые из комиксов, не появлявшиеся в фильмах Сэма Рэйми (вроде Чёрной кошки, Бродяги и Ящера). Герой был вновь озвучен актёром Джошем Китоном.

## Критика и наследие

### Влияние
Роль Гарри Озборна в трилогии фильмов Сэма Рэйми о Человеке-пауке принесла Джеймсу Франко мировую известность и сильно повлияла на его дальнейшую актёрскую карьеру. До съёмок в первом «Человеке-пауке» Франко снимался только в телевизионных проектах, наиболее успешным из которых для него стал телефильм «Джеймс Дин» — за главную роль в этой картине актёр был удостоен награды «Золотой глобус». Как отмечал «Кинопоиск» в видео посвящённом творческому пути актёра «Франко получил роль в „Человеке-пауке“ Сэма Рэйми. Не только важную для популярности, но и сложную: за три фильма сыгранный Франко Гарри Озборн проходит путь от верного друга Питера Паркера, до главного антагониста». Другие журналисты также согласились, что одной из ролей, благодаря которой актёр получил широкую популярность, стала роль Гарри Озборна в трилогии о Человеке-пауке Сэма Рейми.
В комедийном фильме «Конец света 2013: Апокалипсис по-голливудски» режиссёров Эвана Голдберга и Сета Рогена присутствует отсылка к Гарри Озброну в образе Нового Гоблина: по сюжету фильма, все актёры фильма играют самих себя, в том числе и Джеймс Франко. Когда главные герои заходят в подвал его дома, они обнаруживают картонную фигуру Франко в образе Гарри Озборна из фильма «Человек-паук 3: Враг в отражении».

### Отзывы
Эндрю Блэр из Den of Geek посчитал, что невербальная актёрская игра Джеймса Франко в первом «Человеке-пауке» делает его персонажа более интересным героем, чем Норман Озборн в исполнении Уиллема Дефо. Рецензент под псевдонимом KJB из IGN наоборот, посчитал, что Франко не удалось передать всю хрупкость и эмоциональную нестабильность Гарри Озборна, предположив, что виной этому является самоуверенное поведение Франко, мешающее актёру правдоподобно отыграть своего эмоционального героя.
Журналист IGN Али Грэй оценил актёрские способности Франко в заключительной сцене второго фильма, когда Гарри Озборн находит лежащего без сознания Человека-паука. Он снимает с него маску, готовясь отомстить за смерть своего отца, однако видит за ней лицо своего лучшего друга, Питера Паркера, и, шокированный открытием, замирает в оцепенении. Грэй посчитал, что Франко удалось идеально передать смесь из нескольких эмоций — злости, ступора и чувства, что его предали. Энтони Лейн, кинокритик журнала The New Yorker, посчитал всю арку Гарри Озборна во втором фильме скучной, предпочтя увидеть больше моментов противостояния Человека-паука с Доктором Осьминогом.
Журналист IGN Али Грэй посчитал схватку между Новым Гоблином и Человеком-пауком в третьем фильме Рейми одной из наиболее запоминающихся сцен фильмов о Человеке-пауке, а также самой объёмной по количеству спецэффектов экшн-сценой трилогии Сэма Рейми. Коллега Грэя по IGN Джесси Шедин отметил, что Гарри Озборн единственный злодей, появившийся в трёх фильмах о Пауке. По мнению Шедина, Гарри можно рассматривать как злодея только с конца второго фильма и, возможно, это является главной проблемой персонажа: создатели фильма словно не знают, какую конкретно роль герой должен играть в жизни Питера Паркера, а решение сделать его антагонистом в третьей части выглядело неубедительно, а Франко «так и не справился с ролью злодея». Тем не менее, Шедин посчитал, что дружеские отношения между Питером и Гарри в большинстве случаев были убедительны. Он также посчитал, что сцена в финале третьего фильма, в которой показана кульминация отношений между двумя персонажами и смерть Гарри, «определенно сработала». По мнению журналистов сайта Den of Geek образ Гарри как злодея не сложился, причиной чему называлось отсутствие у персонажа глубины и проработанности. Обозреватель Screen Rant Том Чапман сравнил роль персонажа в заключительном фильме трилогии со судьбой Дарта Вейдера, злодея франшизы «Звёздные войны». Журналисты Screen Rant также сочли сюжетную арку, в которой Гарри на время теряет память, примером плохого сценария. При этом Вик Холтреман похвалил актёрскую игру Франко, отметив, что в первых двух фильмах он отыгрывал героя как «слезливого».

### Рейтинги и награды
Персонаж Джеймса Франко был включён в различные топы, списки и рейтинги. IGN неоднократно упоминал героя в своих списках: в 2011 году он попал в список «Самых плохих смертей замечательных персонажей», в 2012 году сразу несколько сцен из разных фильмов с участием Гарри Озборна в исполнении Франко попали в список «Самых удивительных моментов в фильмах о Человеке-пауке»; в 2014 — в «Топ злодеев Человека-паука в кино», в котором занял пятое место и уступил другому Гарри Озборну в исполнении Дэйна Дехаана. В топе издания Den of Geek «Кинозлодеи Человека-паука от худшего к лучшему», наоборот, персонаж Джеймса Франко занял седьмое место, в то время как персонаж Дэйна Дехаана — десятое. Сцена, в которой Гарри узнаёт личность Человека-паука, попала на десятое место в списке «Трилогия о Человеке-пауке: 10 самых культовых сцен» портала Screen Rant; Гарри также оказался на четвёртом месте в списке «Вдали от дома: лучшие и худшие злодеи фильмов о Человеке-пауке на данный момент» от того же издания, на строчку выше версии персонажа Дехаана. В списке «Человек-паук: топ злодеев трилогии Сэма Рейми» Screen Rant Озборн занял четвёртое место из пяти.
Помимо этого, за своё исполнение роли Гарри Озборна в фильме «Человек-паук 3: Враг в отражении» Джеймс Франко был номинирован на несколько наград: MTV Movie Awards в номинации «Лучший бой», Saturn Awards в номинации «Лучший киноактёр второго плана» и Teen Choice Awards в номинации «Choice Movie: Rumble». Тем не менее, актёру не удалось выиграть ни в одной из номинаций: в первом случае он проиграл фильму «Никогда не сдавайся» режиссёра Джеффа Уодлоу, во втором — актёру Хавьеру Бардему, получившему награду в рамках фильма «Старикам тут не место» братьев Коэн.

## Комментарии
1. ↑  В фильме «Человек-паук 3: Враг в отражении» его так не называют, кроме титров и рекламных материалов, а на съёмках фильма его называли Хобгоблином.